# Championnat de Suisse de baseball 2006
Navigation
2005 2007
Le Championnat de Suisse de baseball 2006, dit Ligue Nationale A, est la 26e édition de cette épreuve mettant aux prises les huit meilleures équipes suisses.
Les Bern Cardinals s'imposent 3-1 dans la série finale face aux Zürich Challengers. C'est leur troisième titre dans la compétition, le deuxième consécutif.

## Format
Les équipes sont réparties dans deux poules en saison régulière. Les deux premiers de poule sont qualifiés pour les demi-finales croisées au meilleur des trois rencontres et finale au meilleur des cinq rencontres.

## Clubs participants
| \| Zürich: Zürich Barracudas Zürich Challengers Bern Cardinals Wil Devils Lausanne Indians Reussbühl Eagles Sissach Frogs Therwil Flyers Zürich \| Localisation des clubs engagés dans le championnat. |
| Zürich: Zürich Barracudas Zürich Challengers Bern Cardinals Wil Devils Lausanne Indians Reussbühl Eagles Sissach Frogs Therwil Flyers Zürich                                                           |

| Équipe             | Ville    | Titres |
| ------------------ | -------- | ------ |
| Bern Cardinals     | Berne    | 2      |
| Lausanne Indians   | Lausanne | 0      |
| Reussbühl Eagles   | Littau   | 0      |
| Sissach Frogs      | Sissach  | 0      |
| Therwil Flyers     | Therwil  | 7      |
| Wil Devils         | Wil      | 0      |
| Zürich Barracudas  | Zurich   | 2      |
| Zürich Challengers | Zurich   | 8      |

## Saison régulière
| Pl. | Équipe           | J  | V  | D  | %    |
| --- | ---------------- | -- | -- | -- | ---- |
| 1   | Bern Cardinals   | 20 | 15 | 5  | .750 |
| 2   | Therwil Flyers   | 20 | 10 | 10 | .500 |
| 3   | Lausanne Indians | 20 | 10 | 10 | .500 |
| 4   | Sissach Frogs    | 20 | 7  | 13 | .350 |

| Pl. | Équipe             | J  | V  | D  | %    |
| --- | ------------------ | -- | -- | -- | ---- |
| 1   | Zürich Barracudas  | 20 | 12 | 8  | .600 |
| 2   | Reussbühl Eagles   | 20 | 12 | 8  | .600 |
| 3   | Zürich Challengers | 20 | 12 | 8  | .600 |
| 4   | Wil Devils         | 20 | 2  | 18 | .100 |

## Phase finale
|  | Demi-finales       | Demi-finales      |                |   | Finale | Finale |
|  | Demi-finales       | Demi-finales      |                |   | Finale | Finale |
|  |                    |                   |                |   |        |        |
|  |                    |                   |                |   |        |        |
|  |                    |                   |                |   |        |        |
|  | Bern Cardinals     | 2                 |                |   |        |        |
|  | Bern Cardinals     | 2                 |                |   |        |        |
|  | Zürich Challengers | 0                 |                |   |        |        |
|  | Zürich Challengers | 0                 | Bern Cardinals | 3 |        |        |
|  |                    |                   | Bern Cardinals | 3 |        |        |
|  |                    | Zürich Barracudas | 1              |   |        |        |
|  | Zürich Barracudas  | Zürich Barracudas | 1              | 2 |        |        |
|  | Zürich Barracudas  |                   |                | 2 |        |        |
|  | Reussbühl Eagles   | 0                 |                |   |        |        |
|  | Reussbühl Eagles   | 0                 |                |   |        |        |